# Bolu (Provinz)
Bolu ist eine Provinz der Türkei. Ihre Hauptstadt ist Bolu.
Die Provinz grenzt an die Provinzen Ankara, Bilecik, Sakarya, Düzce, Zonguldak, Eskişehir und Karabük.

## Verwaltungsgliederung
Die Provinz ist in neun Landkreise (İlçe) untergliedert:
| Kreis- code 1   | Landkreis (İlçe) | Fläche 2 (km²) | Bevölkerung (2020) 3 | Bevölkerung (2020) 3       | Anzahl der Einheiten   | Anzahl der Einheiten  | Anzahl der Einheiten | Bevölke- rungs- dichte (Ew./km²) | städt. Anteil (in %) | Sex Ratio 4 | Grün- dungs- datum 5, 6 |
| Kreis- code 1   | Landkreis (İlçe) | Fläche 2 (km²) | Landkreis (İlçe)     | Verwal- tungssitz (Merkez) | Gemein- den (Belediye) | Stadt- viertel (Mah.) | Dörfer (Köy)         | Bevölke- rungs- dichte (Ew./km²) | städt. Anteil (in %) | Sex Ratio 4 | Grün- dungs- datum 5, 6 |
| --------------- | ---------------- | -------------- | -------------------- | -------------------------- | ---------------------- | --------------------- | -------------------- | -------------------------------- | -------------------- | ----------- | ----------------------- |
| 1916            | Dörtdivan        | 634            | 6.585                | 2.730                      | 1                      | 8                     | 24                   | 10,4                             | 41,46                | 1056        | 1990                    |
| 1346            | Gerede           | 1.060          | 33.561               | 23.044                     | 1                      | 8                     | 92                   | 31,7                             | 68,66                | 1008        |                         |
| 1364            | Göynük           | 1.407          | 14.917               | 4.278                      | 1                      | 6                     | 66                   | 10,6                             | 28,68                | 984         |                         |
| 1466            | Kıbrıscık        | 562            | 3.112                | 1.152                      | 1                      | 2                     | 22                   | 5,5                              | 37,02                | 975         | 1958                    |
| 1522            | Mengen           | 874            | 13.748               | 5.449                      | 2                      | 8                     | 56                   | 15,7                             | 54,16                | 969         | 1948                    |
| 1199            | Merkez           | 1.616          | 212.641              | 179.223                    | 2                      | 44                    | 112                  | 131,6                            | 85,33                | 1020        |                         |
| 1531            | Mudurnu          | 1.314          | 18.690               | 5.209                      | 2                      | 12                    | 70                   | 14,2                             | 40,55                | 981         |                         |
| 1610            | Seben            | 683            | 4.786                | 2.237                      | 1                      | 2                     | 29                   | 7,0                              | 46,74                | 1080        | 1946                    |
| 1997            | Yeniçağa         | 163            | 6.762                | 4.402                      | 1                      | 3                     | 16                   | 41,5                             | 65,10                | 1016        | 1990                    |
| PROVINZ 14 Bolu | PROVINZ 14 Bolu  | 8.313          | 314.802              |                            | 12                     | 93                    | 487                  | 37,9                             | 74,43                | 1014        |                         |

## Bevölkerung

### Bevölkerungsfortschreibung
Nachfolgende Tabelle zeigt die jährliche Bevölkerungsentwicklung am Jahresende nach der Fortschreibung durch das 2007 eingeführte adressierbare Einwohnerregister (ADNKS). Außerdem sind die Bevölkerungswachstumsrate und das Geschlechterverhältnis (Sex Ratio d. h. Anzahl der Frauen pro 1000 Männer) aufgeführt.

Der Zensus von 2011 ermittelte 276.976 Einwohner, das sind ca. 6.300 Einwohner mehr als zum Zensus 2000.

| Jahr  | Bevölkerung am Jahresende | Bevölkerung am Jahresende | Bevölkerung am Jahresende | Wachstums- rate der Be- völkerung (in %) | Geschlechter verhältnis (Frauen auf 1000 Männer) | Rang (unter den 81 Provinzen) |
| Jahr  | gesamt                    | männlich                  | weiblich                  | Wachstums- rate der Be- völkerung (in %) | Geschlechter verhältnis (Frauen auf 1000 Männer) | Rang (unter den 81 Provinzen) |
| ----- | ------------------------- | ------------------------- | ------------------------- | ---------------------------------------- | ------------------------------------------------ | ----------------------------- |
| 2020  | 314.802                   | 156.340                   | 158.462                   | −0,42                                    | 1014                                             | 59                            |
| 2019  | 316.126                   | 156.777                   | 159.349                   | 1,38                                     | 1016                                             | 59                            |
| 2018  | 311.810                   | 154.711                   | 157.099                   | 2,85                                     | 1015                                             | 59                            |
| 2017  | 303.184                   | 150.383                   | 152.801                   | 1,10                                     | 1016                                             | 59                            |
| 2016  | 299.896                   | 148.481                   | 151.415                   | 3,02                                     | 1020                                             | 59                            |
| 2015  | 291.095                   | 144.501                   | 146.594                   | 2,21                                     | 1014                                             | 60                            |
| 2014  | 284.789                   | 140.405                   | 144.384                   | 0,46                                     | 1028                                             | 61                            |
| 2013  | 283.496                   | 140.572                   | 142.924                   | 0,86                                     | 1017                                             | 61                            |
| 2012  | 281.080                   | 139.805                   | 141.275                   | 1,65                                     | 1011                                             | 61                            |
| 2011  | 276.506                   | 137.385                   | 139.121                   | 1,95                                     | 1013                                             | 61                            |
| 2010  | 271.208                   | 133.958                   | 137.250                   | −0,12                                    | 1025                                             | 62                            |
| 2009  | 271.545                   | 135.227                   | 136.318                   | 0,99                                     | 1008                                             | 62                            |
| 2008  | 268.882                   | 134.056                   | 134.826                   | −0,57                                    | 1006                                             | 62                            |
| 2007  | 270.417                   | 134.502                   | 135.915                   | −                                        | 1011                                             | 62                            |
| 20001 | 270.654                   | 137.153                   | 133.501                   |                                          | 973                                              | 62                            |

1 Zensus 2000

### Volkszählungsergebnisse
Nachfolgende Tabellen geben die bei den 14 Volkszählungen dokumentierten Einwohnerstände der Provinz Bolu wieder.
Die Werte der linken Tabelle sind E-Books (der Originaldokumente) entnommen, die Werte der rechten Tabelle entstammen der Datenabfrage des Türkischen Statistikinstituts TÜIK – abrufbar über diese Webseite:
| Jahr | Bevölkerung | Bevölkerung | Rang |
| Jahr | Provinz     | Türkei      | Rang |
| ---- | ----------- | ----------- | ---- |
| 1927 | 218.246     | 13.648.270  | 23   |
| 1935 | 248.027     | 16.158.018  | 31   |
| 1940 | 257.393     | 17.820.950  | 32   |
| 1945 | 276.367     | 18.790.174  | 33   |
| 1950 | 303.111     | 20.947.188  | 31   |
| 1955 | 317.946     | 24.064.763  | 35   |
| 1960 | 353.004     | 27.754.820  | 37   |

| Jahr | Bevölkerung | Bevölkerung | Rang |
| Jahr | Provinz     | Türkei      | Rang |
| ---- | ----------- | ----------- | ---- |
| 1965 | 383.939     | 31.391.421  | 37   |
| 1970 | 403.766     | 35.605.176  | 38   |
| 1975 | 218.305     | 40.347.719  | 63   |
| 1980 | 228.702     | 44.736.957  | 64   |
| 1985 | 504.778     | 50.664.458  | 39   |
| 1990 | 536.869     | 56.473.035  | 38   |
| 2000 | 270.654     | 67.803.927  | 62   |

Anzahl der Provinzen bezogen auf die Censusjahre:
- 1927, 1940 bis 1950: 63 Provinzen
- 1935: 57 Provinzen
- 1955: 67 Provinzen
- 1960 bis 1985: 73 Provinzen
- 1990: 73 Provinzen
- 2000: 81 Provinzen